# Orquesta de la Policía de Israel

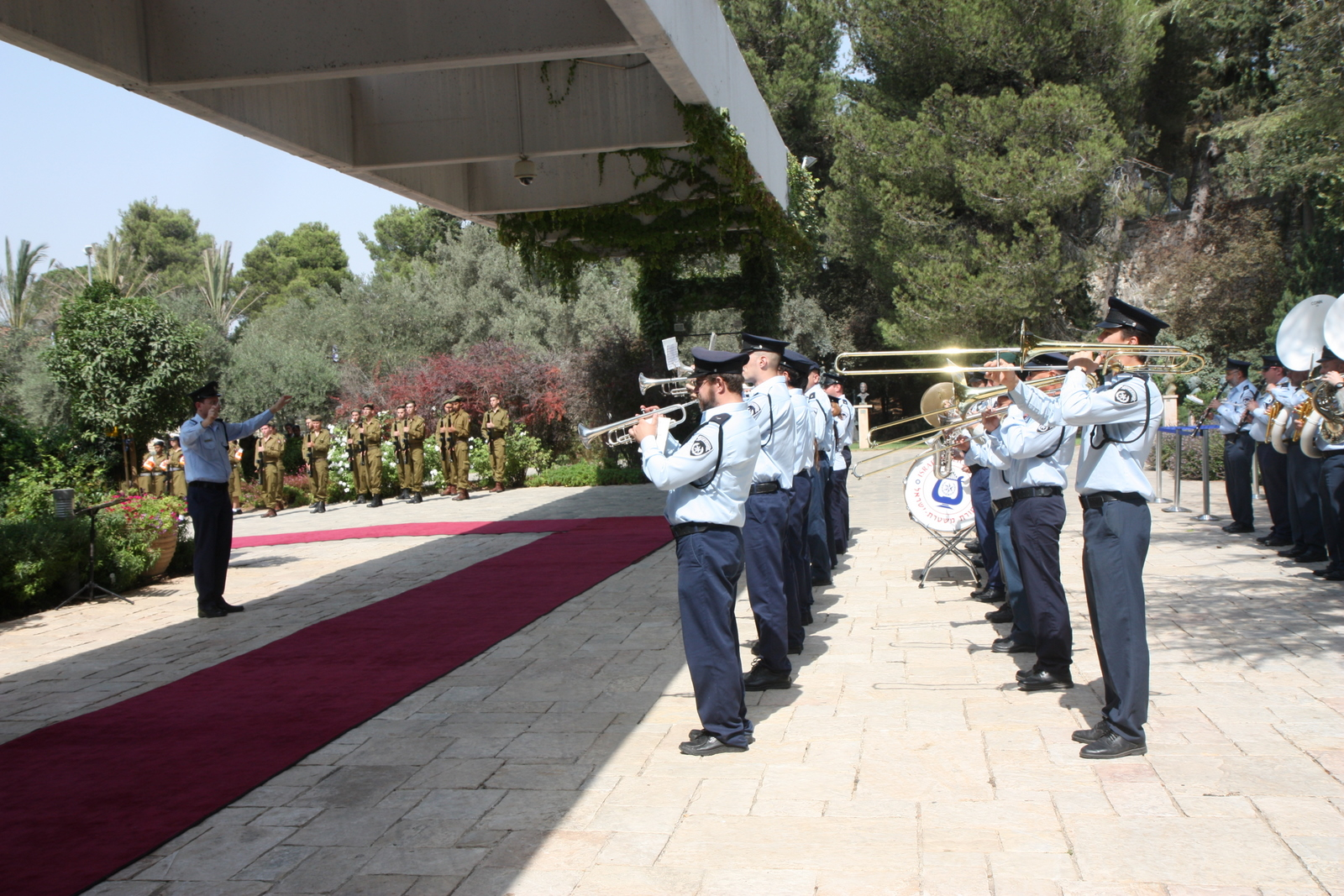
Banda musical de la policía israelí.

La Orquesta de la Policía de Israel (en hebreo: תזמורת משטרת ישראל‎) (transliterado:Tizmoret Misteret Yisrael ) es la orquesta musical de la policía israelí, participa en las ceremonias policiales, así como las ceremonias oficiales del Estado, en eventos municipales y en diversas celebraciones comunitarias. La banda de música de la policía palestina se fundó en 1921. La banda de la policía de Israel, se formó poco después del establecimiento del Estado de Israel en el territorio del Mandato Británico de Palestina. Aubrey Silver, un músico judío de Londres, fue maestro de la banda desde 1921 hasta su muerte en 1944. Naphtali Grabow ocupó ese mismo cargo desde 1944 hasta 1961. Menashe Lev fue el director de la orquesta en 2008. El director actual es Vadim Musnikov.
- Datos: Q6588215
- Multimedia: Israeli Police Orchestra / Q6588215